# 石田卓也 (俳優)
石田 卓也（いしだ たくや、1987年2月10日 - ）は、日本の俳優。愛知県出身。

## 略歴
2002年の第15回「ジュノン・スーパーボーイ・コンテスト」において、フォトジェニック賞を受賞 したことを機に芸能界入り。
2005年、TBS系列テレビドラマ『青春の門・筑豊編』でデビュー。同年公開された映画『蟬しぐれ』で、キネマ旬報新人賞を獲得した。2006年以降は映画を中心に活動。『ラフ ROUGH』、『夜のピクニック』、『グミ・チョコレート・パイン』、『GSワンダーランド』などに出演。また、劇場アニメ『時をかける少女』では声優もこなした。
2007年公開『キトキト！』『グミ・チョコレート・パイン』2008年公開『リアル鬼ごっこ』や続編の『リアル鬼ごっこ2』、2011年公開の『モンゴル野球青春期』などで主演。
2017年末所属事務所を退社。約3年間の休業期間を経て2021年俳優業を再開。

## 受賞歴
- 2002年 第15回「ジュノン・スーパーボーイ・コンテスト」フォトジェニック賞[3]
- 2006年 第79回キネマ旬報ベスト・テン 新人男優賞『蟬しぐれ』[3]
- 2006年 第15回日本映画批評家大賞 新人賞（南俊子賞）『蟬しぐれ』[4]

## 人物・逸話
- 趣味は旅、読書[2]。
- 特技は居合い[2]
- 撮影自体は映画『蟬しぐれ』が最初であるが、放送は『青春の門〜筑豊編〜』のほうが早い。ドラマ『青春の門〜筑豊編〜』の主人公である信介（13〜18歳）のキャスティングに難航している際に、「『蟬しぐれ』の新人俳優がすごい」と聞きつけて面接の上で選ばれた[要出典]。
- 中学卒業後に造園業で働いていたが、出入りしていた美容院の従業員が「ジュノン・スーパーボーイ・コンテスト」に応募して受賞につながった[要出典]。

## 出演

### テレビドラマ
- 青春の門・筑豊編（2005年3月21日・22日、TBS） - 伊吹信介（13歳〜18歳） 役
- 恋する日曜日 文學の唄シリーズ 第13話「老妓抄」（2005年12月25日、BS-i） - 柚木 役
- アルバイト探偵（アイ）/100万人の標的（2005年、WOWOW）
- ガチバカ!（2006年1月 - 3月、TBS） - 深田裕之 役
- ショートフィルム道 東京少女 第2話「眺める少女」（2006年8月6日、BS-i） - 優一 役
- フジテレビヤングシナリオ大賞「ブロッコリー」（2007年1月20日、フジテレビ） - 市川啓太 役
- ヴォイス〜命なき者の声〜 第6話（2009年2月16日、フジテレビ） - 相馬泰人 役
- 救命病棟24時 第4シリーズ（2009年8月 - 9月、フジテレビ系） - 工藤亮介（研修医） 役
- ドラマ特別企画「さよならが言えなくて〜子供たちに迫るドラッグの誘惑、夜回り先生の苦悩〜」（2009年9月18日、テレビ朝日） - 永島光二 役
- 不毛地帯 第3話・第5話・第6話・第13話（2009年10月 - 2010年3月、フジテレビ） - 鮫島倫敦 役 ※第9話・第18話に写真のみ出演
- 救命病棟24時〜2010スペシャル〜（2010年1月3日、フジテレビ） - 工藤亮介（研修医） 役
- まっつぐ〜鎌倉河岸捕物控〜 第6話（2010年6月12日、NHK総合） - 京太郎 役
- 逃亡弁護士 第9話（2010年8月31日、フジテレビ） - 佐久間涼介 役
- クロヒョウ 龍が如く新章（2010年10月 - 12月、TBS） - 榊天馬 役
  - クロヒョウ2 龍が如く 阿修羅編 第1話・第3話・第11話（2012年4月5日・19日・6月24日）
- URAKARA 第7話（2011年2月25日、テレビ東京） - 武田一馬 役
- アスコーマーチ〜明日香工業高校物語〜（2011年4月 - 6月、テレビ朝日） - 広瀬里美 役
- 土曜ワイド劇場（テレビ朝日）
  - 棘の街（2011年6月18日） - 伊刈真人 役
  - 100の資格を持つ女11（2016年6月18日） - 吾妻了祐 役
- さだまさしドラマスペシャル『故郷〜娘の旅立ち〜』（2011年7月5日、フジテレビ） - 喜多川興起 役
- 日中国交正常化40年記念ドキュメンタリードラマ 開拓者たち（2012年1月1日 - 29日、NHK BSプレミアム） - 阿部史郎 役
- タイトロープの女（2012年1月 - 2月、NHK総合） - 榊敬一郎 役
- 恋なんて贅沢が私に落ちてくるのだろうか?（2012年3月 - 5月、フジテレビTWO） - 瀬尾純兵 役
- ATARU 第6話（2012年5月20日、TBS） - 東太一 役
- 走馬灯株式会社 第3話（2012年7月30日、TBS） - 小泉隼人 役
- 仮面ライダーウィザード 第12話・第13話（2012年11月25日・12月2日、テレビ朝日） - 稲垣徹也 役
- ラストホープ 第9話（2013年3月12日、フジテレビ） - 町田恵介 役
- 潜入探偵トカゲ 第7話（2013年5月30日、TBS） - 窪塚統一郎 役
- 1964東京オリンピック 第3回 “1億人”に勝利を〜アスリートたちの挑戦〜 （2013年8月21日、NHK総合） - 吉田義勝 役
- 特集ドラマ はじまりの歌（2013年9月23日、NHK総合） - 藤田青爾 役
- ごちそうさん（2013年9月30日 - 、NHK） - 近藤学 役
- 相棒 season12 第1話「ビリーバー」（2013年10月16日、テレビ朝日） - 猪瀬幸徳 役
- ダンダリン 労働基準監督官 第8話（2013年11月20日、日本テレビ） - 小山田航 役
- 神谷玄次郎捕物控2 第7話（2015年5月15日、NHK BSプレミアム） - 新七 役
- 海に降る（2015年10月10日 - 11月14日、WOWOW）[5]
- 鼠、江戸を疾る2 第6話（2016年5月19日、NHK） - 川村一郎太 役
- 牙狼-GARO- -魔戒烈伝- 第10話（2016年6月10日、テレビ東京） - D・リンゴ 役
- 緊急取調室 第1話（2017年4月20日、テレビ朝日） ‐ 小牧修介 役
- コウノドリ 第10話（2017年12月15日、TBS） - 高山光弘 役
- ビッ友×戦士 キラメキパワーズ! 第36話「クラリスへと続く地図を探せ! 」（2022年3月20日、テレビ東京）- 醍醐蔵 役
- クロステイル 〜探偵教室〜 第7話・第8話（2022年5月21日・28日、東海テレビ・フジテレビ） - 小田切達也 役
- 警視庁アウトサイダー 第6話 - 第8話（2023年2月9日 - 23日、テレビ朝日） - 北岡 役
- 晩餐ブルース（2025年1月23日 - 3月27日、テレビ東京） - 木山高志 役[6]

### 映画
- 蟬しぐれ（2005年10月1日公開） - 牧文四郎の青少年時代 役
- ラフ ROUGH（2006年8月26日公開、東宝） - 緒方剛 役
- 夜のピクニック（2006年9月30日公開） - 主演・西脇融 役
- キトキト!（2007年3月17日公開） - 主演・斎藤優介 役
- 風の外側（2007年12月22日公開） - 梁秀一（ヤンスイル） 役
- グミ・チョコレート・パイン（2007年12月22日公開） - 主演・大橋賢三 役
- 東京少年（2008年2月2日公開） - 唐沢シュウ 役
- リアル鬼ごっこ（2008年2月2日公開） - 主演・佐藤翼 役
- 雨の翼（2008年2月9日公開） - 松前陽介 役
- Sweet Rain 死神の精度（2008年3月22日公開） - 阿久津伸二 役
- ぼくたちと駐在さんの700日戦争（2008年4月5日公開） - 西条 役
- R246 STORY（2008年8月23日公開） - 「CLUB246」前田ジュリ 役
- GSワンダーランド（2008年11月15日公開） - 紀川マサオ 役
- 罪とか罰とか（2009年2月28日公開） - 宮下 役
- オンナゴコロ（2009年3月7日公開） - ヒデ 役
- おっぱいバレー（2009年4月18日公開） - バレー部の先輩 役
- 鴨川ホルモー（2009年4月18日公開） - 芦屋満 役
- 花のあすか組 NEO!（2009年4月25日公開） - テル 役
- 60歳のラブレター（2009年5月16日公開） - 北島進 役
- ROOKIES－卒業－（2009年5月30日公開、東宝） - 濱中太陽 役
- 火天の城（2009年9月12日公開） - 市造 役
- リアル鬼ごっこ2（2010年6月5日公開） - 主演・佐藤翼 役
- KING GAME（2010年8月28日公開） - 主演・スズ 役
- 信さん・炭坑町のセレナーデ（2010年11月27日公開） - 中岡信一 役
- 岳-ガク-（2011年5月7日公開） - 阿久津敏夫 役
- リアル鬼ごっこ4（2012年5月19日公開） - 住民 役（特別出演）
- TOKYO TRIBE（2014年8月30日公開） - キム 役
- 振り子（2015年2月28日公開） - 学生時代の大介 役
- 星めぐりの町（2018年1月27日公開、ファントム・フィルム） - 佐久間信 役
- あの日の伝言（2018年5月26日公開、アイオイチャンネル） - 若村修 役
- あしやのきゅうしょく（2022年3月4日公開） - 今村達也 役
- 狼 ラストスタントマン（2022年12月23日公開） - 桂征二 役
- 罪と悪（2024年2月2日公開） - 朝倉朔 役[7][8]

### 舞台
- 鴨川ホルモー（2009年5月15日 - 6月7日、吉祥寺シアター / 6月24日、京都芸術劇場 / 6月26日、名古屋市青少年文化センター アートピアホール / 6月30日、大阪厚生年金会館ウェルシティ大阪 芸術ホール） - 主演・安倍学 役

### 劇場アニメ
- 時をかける少女（2006年7月15日公開） - 間宮千昭 役[9]

### その他
- DVD「ピクニックの準備」（2006年9月15日発売、上記映画『夜のピクニック』スピンオフ映像作品） - 西脇融 役
- ONE☆DRAFT 1stシングル「フルサト」（2007年3月21日発売） - PV出演
- FUNKY MONKEY BABYS 7thシングル「旅立ち」（2008年3月26日発売） - ジャケット写真・PV出演
- DVD「7days,backpacker 石田卓也 インドネシア・バリ島一周」（2009年10月23日発売、東宝） - 2010年、BSジャパンにてダイジェスト版が放送。
- JAMOSA 9thシングル「BOND〜キズナ〜 feat. 若旦那」（2010年10月6日発売） - PV出演